# Troianelli
Troianelli è una piccola frazione della città di Andria, in provincia di Barletta-Andria-Trani. È situata sulla Murgia a circa 8 km da Andria su una collina di 236 m di altitudine e, con 120 abitanti, è la seconda borgata di Andria per popolazione dopo Montegrosso.

## La masseria ducale
La masseria ducale di Troianelli, situata a sud-ovest di Andria, con ogni probabilità, un tempo era residenza estiva dei proprietari di un grande centro di produzione agricola. Del complesso masseriale facevano parte, oltre la palazzina residenziale, una cappella addossata alla palazzina datata 1802, uno "scariazzo" (stalle per ovini) quadrangolare con cortile centrale, tuttora esistente e trasformato in ristorante pizzeria, due cisterne interrate di cui una restaurata nel 1909 ed altri edifici minori ora non più esistenti.
La palazzina residenziale é un severo edificio a due piani a forma di parallelepipedo. Il piano terra, con i parametri esterni in pietra calcarea, è la parte più antica e, a giudicare dagli scarsi elementi decorativi e dalla posizione del marcepiano, dovrebbe risalire al XVII secolo. È munito di due ingressi contrapposti, disposti sui lati più lunghi ad est ed a ovest, e gli ambienti interni sono illuminati da piccole finestre che paiono essere una trasformazione successiva. Il piano superiore ha i paramenti esterni in tufo e si compone di sei stanze illuminate dalle porte di due balconi, sovrastanti due ingressi del piano terra, e da finestre sulla facciata a sud, unici elementi che impreziosiscono la severa rigidità del fabbricato.
Gli elementi decorativi dei balconi, delle porte e delle finestre, di incerta interpretazione ma sicuramente improntate sul barocco, consentono di attribuire la costruzione di questo livello al XVIII secolo. Di particolare interesse è il balcone che sovrasta l'ingresso principale, totalmente a sbalzo e sorretto da una ingegnosa struttura in pietra. Purtroppo le balaustre dei balconi sono state private delle colonnine che sorreggevano il davanzale, asportate ad opera di ignoti. Un cornicione ben proporzionato a alcuni buttafuori in pietra coronano la sommità dell'edificio. Il fabbricato pur vincolato dall'attuale strumento urbanistico come "Villa signorile in località Troianelli", si presenta in condizioni scadenti dovute ad un lungo periodo di abbandono.
Sulle facciate sono evidenti alcune lesioni verticali passanti, segno di fenomeni rotatori delle pareti, mentre all'interno del piano superiore gli stucchi e le pitture che decoravano soffitti e pareti sono irrimediabilmente degradate. La chiesetta costruita in aderenza al lato sud del fabbricato si presenta, sia per la tecnologia costruttiva e sia per le forme architettoniche, totalmente avulse dal contesto e contribuisce a dare al complesso edilizio un'immagine di degrado. Infine anche le due cisterne interrate poco distanti (c.d. pescare), siti restaurati entrambi nel 1909, si presentano invase da erbe e alberi negli interstizi delle lastre di pietra calcarea, segno anche questo dello stato di abbandono in cui versano.

## La Quercia Roverella
A 40 metri dalla Masseria Ducale sorge una imponente Quercia Roverella di 250-300 anni, alta 19 metri e con una chioma ampia a nord 9.00 metri, a sud 11.00 metri, a est 12.30 metri e a ovest 9.00 metri. La quercia si trova in un buono stato di salute, ma da un lato é soffocata dalla presenza di due strutture abbandonate che ne impediscono la crescita. Alcune testimonianze storiche evidenziano il fatto che in passato, in contrada troianelli ci fosse un vero e proprio querceto che circondava la masseria ducale e che si estendeva per le colline circostanti.